# Valle de Alcudia

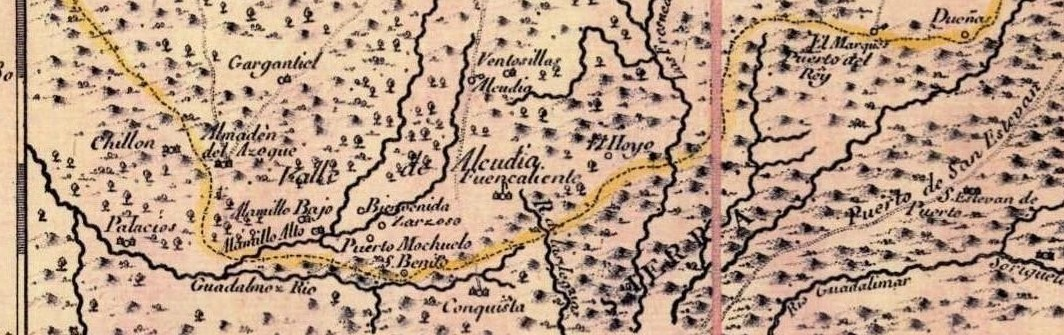
Mapa del Valle de Alcudia històric (fragment de l'antiga província de La Manxa, per Thomás López Pensionista. Any, 1765).

El Valle de Alcudia és una comarca natural situada a la província de Ciudad Real, a la comunitat autònoma de Castella-La Manxa, a la seva part sud. Es tracta d'una depressió de 1200 km² que s'estén d'oest a est en un espai de 100 km de llarg. El cap comarcal és Almodóvar del Campo, que és també el poble amb més superfície, tot i que no es troba dins de la vall en sentit estricte.

## Municipis
- Abenójar (420 km²)
- Agudo
- Alamillo (67,29 km²)
- Almadén (239,64 km²)
- Almadenejos
- Almodóvar del Campo (1.208,27 km²)
- Almuradiel (1207,64 km²)
- Brazatortas (271,82 km²)
- Cabezarrubias del Puerto (100,59 km²)
- Chillón (207,78 km²)
- Fuencaliente (269,85 km²)
- Guadalmez (71,99 km²)
- Hinojosas de Calatrava (102,52 km²)
- Mestanza (370 km²)
- Puertollano (226,74 km²)
- Saceruela
- San Lorenzo de Calatrava (105,70 km²)
- Solana del Pino (180,08 km²)
- Valdemanco del Esteras
- Viso del Marqués (532,35 km²)